# علم الأمراض البيطرية

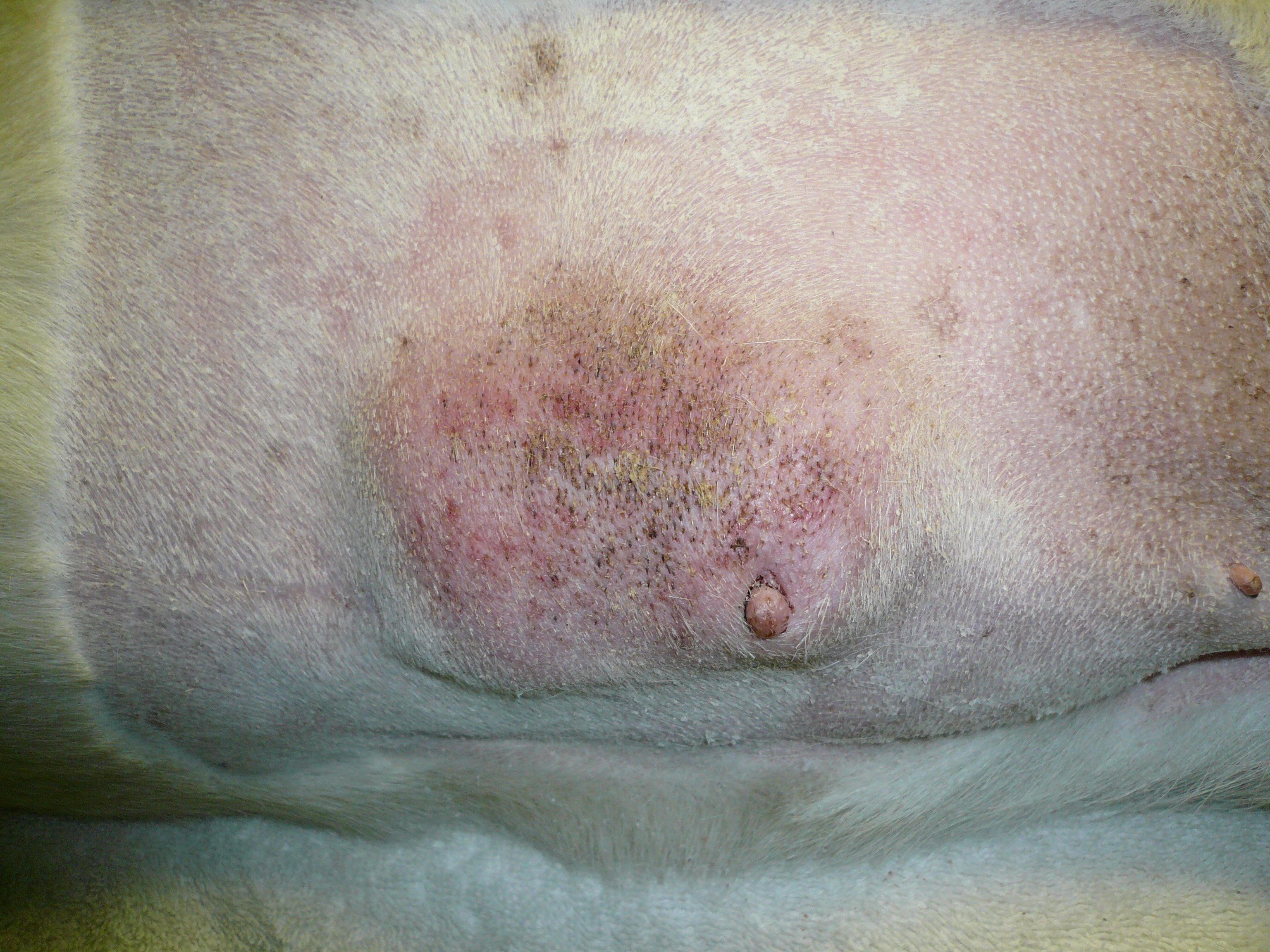
سرطان الثدي عند كلبة.

علم الأمراض البيطرية أو أخصائي علم الأمراض البيطري (بالإنجليزية: Veterinary pathology)‏ هو طبيب بيطري يتخص في تشخيص الأمراض من خلال فحص الأنسجة الحيوانية وسوائل الجسم.
مثل علم الأمراض الطبي، ينقسم علم الأمراض البيطري إلى فرعين هما علم الأمراض التشريحي وعلم الأمراض السريري، بالإضافة لتشخيص المرض في الحيوانات المنتجة للغذاء والحيوانات الأليفة وحيوانات حديقة الحيوان والحيوانات البرية للأطباء البيطريين أيضا دور مهم في اكتشاف الأدوية والسلامة وكذلك البحث العلمي.